# Pseudacidalia
Pseudacidalia is een geslacht van vlinders van de familie Uilen (Noctuidae), uit de onderfamilie Acontiinae.

## Soorten
- P. albicosta Moore, 1885
- P. flavitincta Hampson, 1914
- P. fulvilinea Warren, 1913
- P. grisea Warren, 1913
- P. undulata Hampson, 1894
- P. unilineata Bethune-Baker, 1906